# یان اوتوسون
یان اوتوسون (انگلیسی: Jan Ottosson؛ زادهٔ ۱۰ مارس ۱۹۶۰) اسکی‌باز صحرانوردی اهل سوئد بود.